# 永江一夫

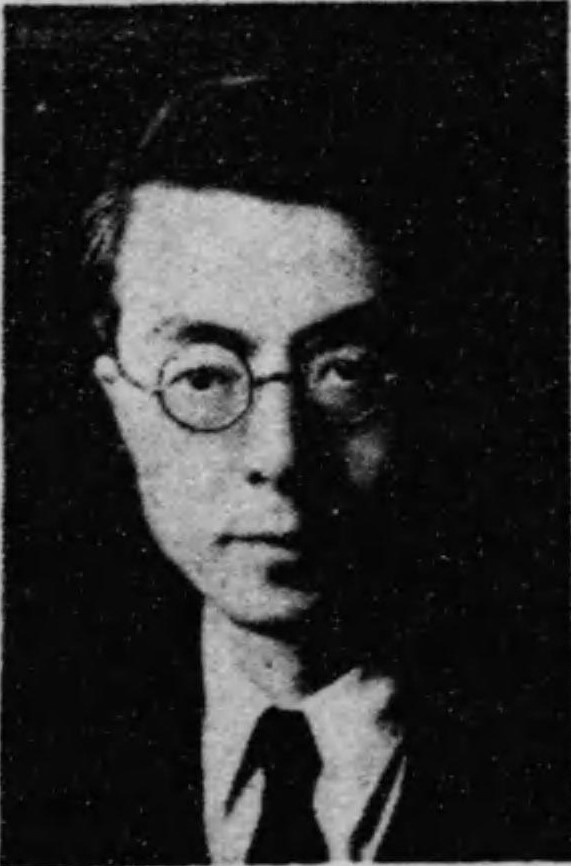
永江一夫

永江 一夫（ながえ かずお、1902年（明治35年）2月1日 - 1980年（昭和55年）4月23日）は、日本の政治家。農林大臣（第9代）、民社党副書記長を務めた。長男の永江一仁は民社党衆議院議員・神戸市会議員の永江一之は孫（一仁の長男）。

## 来歴
岐阜県恵那郡陶村（陶町を経て現瑞浪市）で生まれた。苦学して1924年（大正13年）関西学院高等商業学部（現在の関西学院大学）を卒業。在学中、1921年（大正10年）神戸の川崎造船所・三菱造船所争議に参加。卒業後、福徳生命に入社し、同時に社会運動に参加し日本労農党、日本大衆党に属した。
1929年、神戸市会議員となる。1937年、第20回衆議院議員総選挙に立候補し当選。以後4期務めた。日本社会党右派に属した。1947年、片山内閣で文部政務次官に就任。1948年に芦田内閣で農林大臣に就任するも東洋製粉事件に絡み、11月に国会議員を辞職。
1960年、民社党結成に伴い副書記長、中央執行委員に就任。